# Ai về Kinh Bắc (thơ Văn Cao)
Ai về Kinh Bắc là một bài thơ của nhạc sĩ - thi sĩ - họa sĩ Văn Cao, được sáng tác năm ông 18 tuổi (1941), không lâu sau khi cha ông qua đời. Tài năng nghệ thuật đa dạng của Văn Cao sớm bộc lộ ở lứa tuổi chưa thành niên. Ông sáng tác ca khúc và thơ gần như đồng thời, ở độ tuổi mới 16-18. Ai về Kinh Bắc cùng với Một đêm đàn lạnh trên sông Huế (1940) và Chiếc xe xác qua phường Dạ Lạc (1945) được xem là những bài thơ nổi bật cho phong cách thơ thời tiền chiến của Văn Cao, đồng thời là những tác phẩm để lại nhiều dấu ấn sâu đậm đối với người yêu thơ ông. Bài thơ sau này được in trong tập thơ Lá (do Nhà xuất bản Tác phẩm Mới ấn hành năm 1988), tập thơ duy nhất được xuất bản của Văn Cao khi ông còn sống.